# Nevenko Valčić
Nevenko Valčić (nascido em 10 de novembro de 1933) é um ex-ciclista iugoslavo.
Representando a Iugoslávia, competiu na prova individual e por equipes do ciclismo de estrada nos Jogos Olímpicos de Verão de 1960, disputadas na cidade de Roma, Itália.